# Фоли, Мик
Майкл Фрэ́нсис Фо́ли-ста́рший (англ. Michael Francis Foley, Sr., род. 7 июня 1965, Блумингтон, Индиана) — американский рестлер, писатель, стендап-комик, актёр. Также занимался озвучкой и работал комментатором в рестлинге. В настоящее время он работает в WWE по программе «Легенды» и выступает в качестве посла компании.
Известен выступлениями в World Wrestling Federation (WWF, ныне WWE), World Championship Wrestling (WCW), Extreme Championship Wrestling (ECW), Total Nonstop Action Wrestling (TNA) и National Wrestling Alliance (NWA), а также многочисленных промоушнах в Японии. Он считается одним из величайших рестлеров в истории WWE и участвовал в главном событии WrestleMania в 1999 и 2000 годах. В 2013 году он был введен в Зал славы WWE.
Фоли выступал под своим настоящим именем и под разными псевдонимами. Во время выступлений в WCW и ECW с 1991 по 1996 год его основной персоной был Ка́ктус Джек (англ. Cactus Jack), кровожадный и бескомпромиссный дебошир из Трут-ор-Консекуэнсес, Нью-Мексико, который носил ковбойские сапоги и часто использовал острые металлические предметы, такие как колючая проволока, канцелярские кнопки и мусорные баки. Когда он пришёл в WWF в 1996 году, он дебютировал в образе Мэнка́йнда (англ. Mankind) в маске, психически ненормального одиночки, который проводил свое свободное время, обитая в котельных. Позже Фоли дебютировал в образе Дюд Ла́ва (англ. Dude Love), расслабленного, любящего веселье, болтающего без умолку персонажа, носящего футболки в стиле хиппи. Эти персонажи были известны как «Три лица Фоли». Все три персонажа появились в матче «Королевская битва» 1998 года, что сделало Фоли единственным участником, который трижды участвовал в этом матче под разными персонажами.
Фоли является четырёхкратным чемпионом мира (три титула чемпиона WWF и один титул чемпиона мира TNA в тяжёлом весе), 11-кратным командным чемпионом мира (восемь в WWF, два в ECW и один в WCW), однократным чемпионом легенд TNA и первым в истории хардкорным чемпионом WWF. Матч Фоли «Ад в клетке» против Гробовщика считается одним из его самых запоминающихся и противоречивых матчей и широко признан величайшим матчем «Ад в клетке» всех времен. Целеустремленный стиль рестлинга Фоли заставлял его часто участвовать в жестоких и брутальных матчах, в которых он получал опасные удары и подвергал свое тело значительным физическим нагрузкам, что в конечном итоге принесло ему прозвище «Легенда хардкора».

## Ранняя жизнь
Майкл Фрэнсис Фоли родился в Блумингтоне, Индиана, 7 июня 1965 года. Он имеет ирландское происхождение, у него есть старший брат по имени Джон. Вскоре после рождения он вместе с семьёй переехал в город Ист-Сетаукет на Лонг-Айленде, примерно в 65 км к востоку от Нью-Йорка, где учился в средней школе Уорда Мелвилла. В школе он занимался борьбой и играл в лякросс, был одноклассником и товарищем по команде актёра Кевина Джеймса. Будучи студентом Университета штата Нью-Йорк в Кортланде, Фоли отправился автостопом в «Мэдисон-сквер-гарден», чтобы увидеть своего любимого рестлера Джимми Снуку в матче в стальной клетке против Дона Мурако. Он сказал, что летящий боди-сплеш Снуки с вершины клетки вдохновил его на карьеру в рестлинге. Он занимал место в первом ряду, и его можно увидеть на видеозаписи этого события.

## Карьера в рестлинге

### Обучение и ранняя карьера (1983—1991)
Фоли официально тренировался в школе рестлинга Доминика Денуччи в Фридоме, Пенсильвания, еженедельно проезжая несколько часов от кампуса своего колледжа в Кортланде, Нью-Йорк, и дебютировал в 1983 году. Помимо выступлений на шоу Денуччи, Фоли и несколько других студентов также приняли участие в нескольких матчах в качестве джобберов на телепередачах WWF Prime Time Wrestling и Superstars of Wrestling, где Фоли выступал под именами Джек Фоли и Ник Фоли. В одном из этих матчей (первый эпизод Superstars) Фоли и Лес Торнтон встретились с «Британскими бульдогами», во время которого Динамит Кид (который давно заслужил репутацию жесткого работника на ринге) ударил Фоли с такой силой, что он не мог есть твердую пищу в течение нескольких недель. Во время этих матчей Фоли также встречался с другими высококлассными рестлерами того времени, такими как Геркулес Эрнандес. Его карьера продлилась недолго, так как в то время он ещё не подписал контракт с промоушеном. Во время этого периода он выступал в разных городах и в разных весовых категориях.
После нескольких лет на независимой сцене Фоли начал получать предложения от различных региональных промоушенов, включая Universal Wrestling Federation (UWF) Билла Уоттса. Он присоединился к базирующейся в Мемфисе Continental Wrestling Association (CWA) под именем Кактус Джек, где он работал в команде с Гэри Янгом в составе «Конюшни жербецов». В конце 1988 года Кактус и Янг недолго владели титулом командных чемпионов CWA. 20 ноября Фоли покинул CWA и перешел в техасскую компанию World Class Championship Wrestling.
В World Class Championship Wrestling (WCCW) Кактус Джек, которого называли Кактус Джек Мэнсон, был главной частью группировки Скандора Акбара. Добавление фамилии «Мэнсон», из-за связи с Чарльзом Мэнсоном, вызывало у него дискомфорт. Фоли также завоевал несколько титулов, в том числе титулы чемпиона компании в полутяжелом весе и командное чемпионство, после чего покинул компанию, проиграв свой последний матч Эрику Эмбри за девять секунд. Затем он некоторое время выступал в алабамской Continental Wrestling Federation, после чего коротко проработал в World Championship Wrestling. Большую часть своего пребывания там он выступал в команде с джобберами. Когда джоббер проигрывал матч за команду, Кактус Джек нападал на своего партнера, выбрасывал его за пределы ринга и проводил «элбоу-дроп» на бетонный пол. Это произошло в Гейнсвилле, Джорджия, против восходящей команды братьев Рика и Скотта Штайнеров — двух самых жестких и сильных бойцов в рестлинге того времени. Кактус был в паре с джоббером по имени Рик Фарго, и после того, как он получил жестокие удары от обоих братьев Штайнеров и проиграл матч, Кактус начал драться с Фарго, а затем спрыгнул с рампы почти на 3,5 метра, чтобы ударить Фарго локтем в живот, согласно указаниям Кевина Салливана. Ведущий букер WCW Рик Флэр, Салливан и другие руководители WCW были впечатлены этим до такой степени, что предложили Фоли контракт, и Фоли наконец-то обрел финансовую стабильность после долгих лет лишений. Его самый большой матч в то время состоялся несколько недель спустя против Миль Маскараса на Clash of the Champions X: Texas Shootout, где он особенно жестоко ударился о бетонный пол, приняв удар на голову и спину. Именно в этот период Фоли попал в автомобильную аварию, в результате которой лишился двух передних зубов, что добавило ему характерный облик, которым он знаменит. После недолгого пребывания в WCW Фоли подписал контракт с Universal Wrestling Federation Херба Абрамса. В UWF Фоли вместе с Бобом Ортоном враждовал с Доном Мурако, Санни Бич и Брайаном Блэром.
Вскоре он ушел из UWF в Tri-State Wrestling (предшественник Extreme Championship Wrestling), чей ударный и жестокий стиль рестлинга хорошо подходил Фоли. 18 мая в Филадельфии он и Эдди Гилберт провели матч с колючей проволокой — зрелище, которое не часто можно увидеть в рестлинге в США, и с которым Фоли будет часто ассоциироваться. Колючая проволока была обмотана по канатами по всему рингу, и у Кактуса и Гилберта обильно текла кровь, матч закончился, когда Гилберт бросил Кактуса на канаты ринга, а сам сделал приём, когда голова рестлера запутывается между двумя верхними канатами ринга — только в этот раз его голова была запутана канатами ринга и колючей проволокой. Позже в том же году, в один вечер, на событии, известном как Summer Sizzler 1991 года, Кактус Джек и Эдди Гилберт провели три матча за одну ночь: Кактус выиграл матч с удержаниями где угодно, проиграл матч с носилками, а затем дрался до двойной дисквалификации в матче в стальной клетке. Эти матчи привлекли внимание промоутеров World Championship Wrestling, во многом благодаря широкому распространению фотографий. В 1991 году, после непродолжительной работы в Global Wrestling Federation, Фоли перешел в WCW.

### World Championship Wrestling (1991—1994)

#### Ранние годы (1991—1993)
5 сентября 1991 года Кактус Джек дебютировал в качестве хила и напал на Стинга. После вражды с Ван Хаммером и Абдуллой Мясником, Кактус Джек встретился со Стингом, тогдашним чемпионом мира WCW в тяжелом весе, в нетитульном матче с удержаниями где угодно на Beach Blast в 1992 году, который Стинг выиграл. Долгое время Фоли считал этот матч лучшим в своей жизни. В отличие от первого пребывания Джека в WCW, где его прсонаж был более спокойным, теперь он был внешне маниакален: истерически смеялся, кричал в воздух, когда душил своих противников, и выкрикивал свою фирменную фразу «Бэнг-Бэнг!».
После полутора лет, проведенных в WCW в качестве хила, Кактус Джек превратился в любимца фанатов, вступив во вражду с Полом Орндорффом, Харли Рейсом и Биг Ван Вейдером. Джек и Орндорфф сразились друг с другом в матче за место в команде чемпиона мира WCW в тяжелом весе Вейдера на шоу Clash of the Champions XXII. После матча Рейс и Орндорфф избили Джека. На следующем шоу Clash of Champions Кактус Джек помог команде Стинга выиграть матч. Он вступил во вражду с Орндорффом, выиграв матч против Орндорффа на SuperBrawl III. Затем он встретился с Биг Ван Вейдером.

#### Вражда с Вейдером (1993—1994)
Кактус Джек провел поединок с Биг Ван Вейдером 6 апреля 1993 года, выиграв по отсчёту, но был серьезно избит по ходу матча. Хотя Вейдер считался талантливым и атлетичным, его вес составлял 180 кг, он был известным жестким борцом, который использовал жесткий стиль японского рестлинга. Однако Фоли решил продолжить свою программу с Вейдером, и в результате победы Кактуса в матче-реванше с Вейдером 24 апреля они выполнили опасный спот, чтобы показать сюжетную травму. Харли Рейс убрал защитные маты у ринга, и Вейдер «пауэр-бомбой» бросил Кактуса на открытый бетонный пол, что привело к сотрясению мозга и к временной потере чувствительности левой ноги у Фоли. Пока Фоли отсутствовал, WCW запустила сюжет, в котором отсутствие Кактуса Джека объяснялось фарсовым комедийным сюжетом, в котором Кактус Джек сошел с ума, был помещен в лечебницу, затем сбежал, а потом у него развилась амнезия. Фоли хотел, чтобы сюжет травмы был очень серьёзным и вызывал искреннее сочувствие к нему до возвращения. Комедийные сюжеты, которые WCW выпустила вместо этого, были настолько плохи, что Фоли шутил в своей книге «Have a Nice Day», что эти эпизоды были детищем руководителей WCW, которые считали вражду, приносящую деньги, проблемой, которую нужно решить. Этот сюжет получил награду «Самая отвратительная рекламная тактика» от уважаемого издания Wrestling Observer Newsletter.
В одном из самых жестоких и брутальных матчей в истории WCW, Кактус столкнулся с Вейдером в «Техасском матче смерти» (разновидность матча «Последний живой») на Halloween Havoc 1993 года в Новом Орлеане. Харли Рейс обеспечил победу для Вейдера, применив электрошокер против Кактуса. Уровень насилия и жестокости в этом матче оставил толпу и комментаторов Тони Шавони и Джесси Вентуру в ошеломленном состоянии; комментаторы практически не комментировали вторую половину матча. Это также заставило WCW, рекламирующую себя как продукт к семейному просмотру, отказаться от повторного проведения матчей Кактуса Джека против Вейдера на pay-per-view. 16 марта 1994 года, во время европейского турне WCW, Фоли и Биг Ван Вейдер провели один из самых печально известных матчей в истории рестлинга в Мюнхене, Германия. Фоли попал в приём «Висельник», но ни один из рестлеров не знал, что канаты ринга были натянуты слишком туго перед началом мероприятия, в результате Фоли запутался в канатах которые начали его душить. Когда Фоли, наконец, освободился от канатов и упал с ринга, его уши были сильно рассечены. Когда Фоли снова вышел на ринг, два рестлера начали обмениваться ударами. В это время Вейдер потянулся вверх, схватил Фоли за правое ухо и оторвал его часть. Два рестлера продолжили борьбу, а рефери поднял ухо и отдал его ринг-анонсеру. Вейдер долгие годы утверждал, что ухо оторвалось во время неудачного приёма «Висельник», однако в видеоролике WWE Network Вейдер признавался, что он действительно оторвал ухо Фоли. Кактус Джек и Кевин Салливан должны были завоевать титул командных чемпионов на Slamboree в 1994 году. Фоли пришлось выбирать между пришиванием уха или участием в шоу и завоеванием титулов. Фоли выбрал рестлинг и выиграл свой единственный титул в WCW. Позже Фоли был разочарован нежеланием WCW и нового главы компании Эрика Бишоффа развивать сюжетную линию с Вейдером, связанную с потерей его уха. Это разочарование обернулось для Фоли осознанием — после того, как он не смог увидеть позитивного или прибыльного будущего для себя с Бишоффом во главе, Фоли решил не продлевать свой контракт с WCW. Последним матчем Фоли в WCW был матч «Чикагская уличная драка», где Кактус в паре с Макксом Пейном выступил против «Мерзких парней». Кактус проиграл матч после того, как его столкнули со сцены высотой один метр, и он упал спиной на бетон.
В это время WCW также провела короткую совместную акцию с ECW, в которой Фоли представлял WCW на шоу ECW в качестве командного чемпиона WCW, встретившись с Сабу на Hostile City Showdown 24 июня 1994 года. Во время промо-ролика Фоли плюнул на свой пояс чемпиона и бросил его на землю, чтобы привлечь внимание хардкорных фанатов, которые не одобряли мейнстримовые промоушены.

### NWA Eastern/Extreme Championship Wrestling и Smoky Mountain Wrestling (1994—1996)
После ухода из WCW, в течение следующих 21 месяца Фоли выступал под именем Кактус Джек в различных промоушенах США и Японии, включая Extreme Championship Wrestling (ECW) Пола Хеймана, Smoky Mountain Wrestling (SMW) Джима Корнетта и IWA в Японии. После короткого 2-месячного пребывания в SMW, Фоли начал совершать поездки между США и Японией в январе 1995 года и в течение 14 месяцев чередовал выступления в ECW и IWA, много работая в обоих промоушенах вместе со своим наставником и другом Терри Фанком. Фоли также выигрывал титулы на шоу Ozark Mountain и Steel City.
Первое появление Кактуса Джека в составе NWA-аффилированного Eastern Championship Wrestling состоялось 31 мая 1994 года, когда Кактус был объявлен противником Сабу на 24 июня на ECW Arena в Филадельфии. После участия в обмене талантами между ECW и WCW, Фоли принес свой пояс командного чемпиона мира WCW и плюнул на него для записи телесегмента ECW. Фоли продолжил работу в ECW и начал вражду с Сабу. Затем Фоли начал работать в командном дивизионе ECW в командах с Терри Фанком, Майки Уипвреком и Кевином Салливаном. В ECW он дважды становился командным чемпионом мира вместе с Уипвреком.
В конце 1994 года Фоли присоединился к Smoky Mountain Wrestling (SMW) Джима Корнетта в качестве Кактуса Джека. Он часто выступал в команде с Брайаном Ли, враждуя с Брэдли и Крисом Кандидо. Затем Кактус Джек начал крестовый поход, чтобы избавить Брэдли от его менеджера Тамары Фитч. Он разжег вражду между Кандидо и Брэдли, когда обвинил Кандидо в сексуальных отношениях с Фитч. По иронии судьбы, Кандидо и Фитч были парой в реальной жизни. Кактус Джек покинул SMW до того, как вражда была разрешена.
Фоли, однако, вскоре вернулся в ECW, чтобы враждовать с Сэндменом. Фанк вернулся, чтобы объединиться с Сэндменом, и во время особенно жестокого момента пара ударила Кактуса палкой кендо сорок шесть раз в матче с канатами из колючей проволоки. Затем Кактус Джек победил Фанка на шоу Hostile City Showdown 1995 года. Позже он неоднократно дрался с Сэндменом за титул чемпиона мира ECW в тяжелом весе. Во время их матча на шоу Barbed Wire, Hoodies & Chokeslams Кактус Джек отправил Сэндмена в бессознательное состояние и был объявлен победителем. Рефери Билл Альфонсо, однако, отменил свое решение, поскольку титул не может переходить из рук в руки нокаутом. После этого Фоли продолжил серию жестоких схваток с Сэндменом, бросая ему вызов и утверждая, что он никогда не был побежден в матче с удержаниями где угодно. Затем он начал работать в команде с Томми Дримером. По словам Хеймана, хардкорный стиль стиль отличал Фоли от других традиционных рестлеров, поэтому в ECW Фоли был как дома. Однако Фоли не нравилось работать с Сэндменом, так как Сэндмен часто находился в состоянии алкогольного опьянения во время матчей и не мог выступать должным образом; употребление большого количества пива и курение сигарет составляли большую часть образа Сэндмена.
Два инцидента заставили его изменить свое мнение о промоушене, в котором, по мнению большинства, он чувствовал себя как дома. Однажды вечером в зрительном зале появилась надпись «Высеки Дьюи» (англ. Cane Dewey) — отсылка на использование сингапурской трости на трёхлетнем сыне Фоли. Затем он стал свидетелем ботча в матче открытия Wrestlepalooza 5 августа 1995 года, когда Джей Ти Смит сделал прыжок, соскользнул с рампы ринга и упал головой вперед на бетон. Смит получил настолько сильную контузию, что его голова начала опухать на месте, а реакцией зрителей на неудачу Смита было скандирование фразы «ты провалился». Эти инциденты так сильно разозлили Фоли, что в этот период он в ярости сделал несколько запоминающихся и язвительных выступлений, чтобы направить свое сильное разочарование и гнев на фанатов ECW, которые, по его мнению, требовали слишком многого от него и состава ECW. Затем Фоли начал использовать приём, в котором он критиковал хардкор-рестлинг и стремился отказаться от своего статуса иконы хардкор-рестлинга, и использовал очень техничный, медленный рестлинг как способ наказать зрителей. Он сказал, что выполнял миссию по спасению своего партнера от ошибки, когда тот пытался угодить кровожадным фанатам. Позже Фоли признался в интервью в 2015 году, что после Wrestlepalooza он стал равнодушен к ECW и его фанбазе.
Несовместимое партнерство Кактуса и Дримера продолжалось до Wrestlepalooza, когда Кактус атаковал Дримера, когда они объединились с «Питбулями» против Ворона, Стиви Ричардса и братьев Дадли (Дадли Дадли и Биг Дик Дадли). Кактус Джек провел «ДДТ» своему партнеру и присоединился к «Гнезду Ворона», так как хотел служить «высшей цели» Ворона. Он оставался одним из главных приспешников Ворона до конца своего пребывания в ECW. 28 августа Кактус победил ранее непобежденного 911. В рамках своего злодейского образа Фоли начал восхвалять WWF и WCW на телешоу ECW, что возмутило фанатов ECW. Их гнев усилился, когда распространился слух, что Фоли уходит в WWF. Даже когда он пытался искренне попрощаться с фанатами, фанбаза ECW встречала его скандированием «Ты продался», куда бы он ни пошел. Кактус был назначен на бой с ненавистником WWF Шейном Дугласом, который победил после того, как надел на Кактуса наручники, а затем нанес ему не менее десяти ударов стулом подряд, а когда он запер Джека в захват «четвёрка», это позволило Майки Уипвреку выйти на арену и нанести последний очень сильный удар стулом в лицо Кактуса, лишив его сознания.
Последний матч Фоли в ECW был против Уипврека 9 марта 1996 года на Big Ass Extreme Bash, и он вспоминает, что не ждал его с нетерпением из-за все более враждебной реакции, которую он получал, даже когда не был в образе. Фанаты ECW, которые знали, что это был последний матч Фоли, неожиданно начали его поддерживать. Они подбадривали его на протяжении всего матча и скандировали: «Пожалуйста, не уходи!». После матча Фоли сказал зрителям, что их реакция стоила этого, и вышел из зала, танцуя со Стиви Ричардсом и Блю Мини под песню Фрэнка Синатры «New York, New York». Фоли сказал, что этот выход был его любимым моментом в рестлинге.

### IWA Japan (1995—1996)

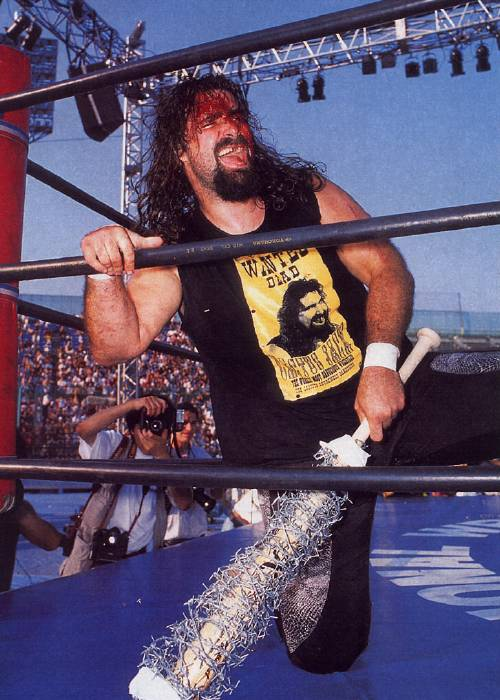
Фоли в образе Кактуса Джека на шоу IWA Kawasaki Dream; Токио, Япония, август 1995

В 1995 году, во время своего пребывания в ECW и других промоушенах США, Фоли также отправился в Японию и выступал в International Wrestling Association of Japan (IWA Japan), где вступил в противостояние с Терри Фанком и Сёдзи Накамаки. Во время своего короткого пребывания в Японии Фоли имел прозвище «Остановитель цунами». Уровень насилия и жестокости в матчах хардкор-рестлинга в Японии был намного выше, чем в западных промоушенах (за исключением ECW), к чему западные рестлеры не привыкли. Кактус встретился с Фанком в матче No Ropes Barbed Wire Scramble Bunkhouse Deathmatch в Сайтаме, к северу от Токио, перед 150 зрителями. В матче в качестве канатов ринга использовалась колючая проволока, а предметы поджигались. Это был особенно хаотичный и жестокий матч, в котором Фоли и Фанк в основном дрались среди толпы, а складные стулья летали повсюду. После нескольких жестоких моментов, в которых участвовали горящие стулья, горящие железные прутья, Фанк победил в матче после того как перевернул «спайнбастер» Кактуса в «ДДТ» и удержал его. В 2010 году Фоли написал, что, «оглядываясь назад, тот матч — это, наверное, то выступление, которым я горжусь больше всего». Позже Кактус Джек начал вражду с Кожаным лицом, которого он предал во время командного матча.
Но, пожалуй, самый примечательный матч за время пребывания Фоли в Японии состоялся 20 августа 1995 года, когда IWA организовала турнир «Король матчей смерти» на своем шоу Kawasaki Dream на открытом стадионе Кавасаки, в котором состоялись одни из самых кровавых и самых жестоких матчей в карьере Фоли. На каждом уровне турнира использовался новый предмет: в первом раунде днем Кактус Джек победил Терри Горди в смертельном матче с бейсбольной битой и большим канцелярскими кнопками; во втором раунде — в матче с доской из колючей проволоки и гвоздями, в котором Кактус Джек победил Сёдзи Накамаки. Позднее Фоли провел поединок против Терри Фанка в матче смерти с колючей проволокой, взрывающимся досками из колючей проволоки и взрывающимся бомбами замедленного действия на ринге. Кактус Джек победил Терри Фанка с помощью Тигра Джит Сингха. После матча оба рестлера были в крови, порезах от проволоки и сильных ожогах от взрывов. Позже Фоли сказал, что за этот матч он получил 300 долларов. После турнира правая рука Фоли имела ожоги второй степени от взрывов и пахла взрывчатыми химикатами. После 14-часового перелета из токийского аэропорта Нарита в аэропорт Кеннеди его забрал отец, чтобы отвезти в свой дом на Лонг-Айленде, и сразу почувствовал какой-то необычный запах. Когда Фоли вернулся домой, его отец и жена продолжали спрашивать его об ужасном запахе, но он ничего не говорил, не желая, чтобы они волновались. Позднее Фоли рассказал своей жене об ожогах.
Фоли продолжал проводить матчи в Японии. Он объединился с Трейси Смотерсом, Тигром Джитом Сингхом, «Охотниками за головами» и Бобом Баргайлом и несколько раз завоевывал титул чемпиона IWA, где он бросил вызов Тарзану Гото. Верный своему хардкорному стилю, Фоли участвовал в других матчах, в которых использовал такие предметы как кирпичи, мешки для трупов, клещи, колючую проволоку и оконные стекла, а в некоторых матчах даже использовал огонь. Он продолжал выступать в Японии до июня 1996 года; последним заметным матчем, который Фоли провел в Японии в качестве Кактуса Джека, был Карибский матч смерти с колючей проволокой на баррикадах против В*ИНГ Канемура, который Кактус выиграл.

### World Wrestling Federation (1996—2001)

#### Три личности Фоли (1996—1998)
В 1996 году, по настоянию Джима Росса, которого Фоли знал ещё по WCW, глава WWF Винс Макмэн пригласил Фоли, и тот подписал контракт с WWF. Макмэн не был поклонником Кактуса Джека и хотел скрыть лицо Фоли, поэтому ему показали несколько вариантов нового персонажа — человека в кожаной маске и цепях, которого назвали Мейсон Мучитель. Однако WWF решили, что он слишком мрачный и оставили только маску, и хотя концепция персонажа заинтересовала Фоли, ему не понравилось имя, поэтому он придумал имя Мэнкайнд, которое понравилось Макмэну и было одобрено. Фоли, решив не превращать персонажа Мэнкайнда в Кактуса Джека с маской и другим костюмом. Данный образ стал, возможно, его самой известной личностью: Мэнкайнд был жутким и психически ненормальным преступником, который обитал в технических помещениях зданий, постоянно кричал (даже во время своих матчей), случайными криками «Мама!», разговаривал с крысой по имени Джордж, регулярно совершал акты мазохизма (например, вырывал себе волосы) и носил маску. Финальным приемом Мэнкайнда был захват «Коготь нижней челюсти», который заключался в засовывании носка-руки в рот противника. Этот прием основан на «защемлении нижнечелюстного нерва», завершающем приеме, разработанном и использованном бывшим врачом-остеопатом и нейрохирургом, ставшим борцом, Сэмом Шеппардом, доктором медицинских наук . Его коронной фразой, всегда вызывающей недоумение, было «Хорошего дня!», а его ассоциация с техническими помещениями привела к его фирменному матчу, получившему название «Драка в котельной». Это был хаотичный, опасный и иногда жестокий матч, который проходил внутри котельной, где повсюду были открытые металлические трубы с большими болтами, бетонный пол и массивное электрооборудование, посторонние предметы были разрешены, а целью матча было выбраться из котельной первым. Одни из таких матчей Фоли провел против Гробовщика и Трипл Эйча.
1 апреля 1996 года в эпизоде Monday Night Raw в Сан-Бернардино, Калифорния, на следующий день после WrestleMania XII, Мэнкайнд дебютировал на телевидении и победил Боба Холли, быстро перейдя к вражде с Гробовщиком. Творчески настроенный и целеустремленный Фоли готовился к роли Мэнкайнда, изучая персонажа, часто проводя ночь в котельной соответствующей арены, а иногда и под рингом в течение первых нескольких месяцев, после этого он мог вжиться в образ практически мгновенно. Вскоре состоялся первый бой между Мэнкаиндом и Гробовщиком в котельном типе матча на SummerSlam. Причем помимо побега из котельной, участник боя должен был добраться до ринга и забрать урну у Пола Берера. После более чем 20-минутной драки в бойлерной, закулисных коридорах и на входной рампе, когда оба бойца получили несколько ударов металлическими мусорными баками, столами, лестницами, металлическими столбами, горячим кофе и бетонным полом, Гробовщик, казалось, победил, но Пол Берер отказался отдать ему урну, позволив Мэнкайнду победить, тем самым (на время) прекратив союз между Полом и Гробовщиком. Пока Пол Берер был менеджером Мэнкайнда, тот называл его «дядя Пол». Затем Мэнкайнд стал претендентом номер один на бой с тогдашним чемпионом WWF Шоном Майклзом на турнире In Your House: Mind Games. Майклз победил по дисквалификации из-за вмешательства Вейдера и Гробовщика.
Соперничество Мэнкайнда и Гробощика продолжилось первым в истории матчем «Погребенный заживо» на шоу In Your House: Buried Alive. Гробовщик выиграл матч, но Пол Берер, Палач, Мэнкайнд и другие хилы напали на Гробовщика и похоронили его заживо. После этого Гробовщик вызвал Мэнкайнда на матч на Survivor Series, который выиграл Гробовщик. Вражда продолжилась после ещё одного матча на In Your House: Revenge of the Taker за титул чемпиона мира WWF в тяжелом весе, который Гробовщик завоевал на WrestleMania 13. Гробовщик выиграл матч, а Берер взял отпуск, продолжив вражду. Затем Джим Росс начал проводить серию интервью с Мэнкайндом. Во время интервью Росс поднял тему домашних видеозаписей Фоли и персонажа, вдохновленного хиппи, которого он играл в них, Дюд Лава (букв. «Чувак любовь»), а также его мучительный путь в рестлинге. Интервью также повлияли на фанатов, которые начали поддерживать Мэнкайнда, хотя в этот момент он все ещё оставался хилом.
Примерно в это же время Стив Остин и Шон Майклз выиграли командные титулы WWF, но Майклз получил травму и больше не мог участвовать в матчах. Мэнкайнд попытался заменить его, но Остин сказал, что не хочет иметь ничего общего с этим уродом, и смирился с тем, что на следующей неделе ему придется в одиночку сразиться с командой Харта и Бульдога. Однако в середине матча Фоли представил нового персонажа, известного как Дюд Лав (Dude Love), который помог Остину одержать победу и сохранить титулы командных чемпионов. Персонаж Дюд Лава строился на том, что был максимально позитивным и добрым. Остин и Фоли отказались от своих титулов, когда Остин получил травму шеи в матче на SummerSlam. Дюд Лав вскоре начал вражду с Трипл Эйчем, когда они провели матч с удержаниями где угодно. Перед началом матча в эфир вышла один из самых запоминающихся роликов Фоли, в которой Дюд Лав и Мэнкайнд обсуждали, кто должен драться в предстоящем матче. В конце концов, «они» решили, что это должен быть Кактус Джек, и старый персонаж Фоли дебютировал в WWF в качестве фейса. Кактус Джек выиграл матч.
В сентябре 1997 года Фоли (как Мэнкайнд) сразился с Сабу на WrestleFest Терри Фанка, мероприятии, организованном в честь выхода на пенсию друга Фоли Терри Фанка. Фанк, однако, вскоре после этого события прервал свое окончание карьеры и в декабре 1997 года присоединился к WWF под именем Бензопила Чарли, объединившись с Фоли.
На Royal Rumble 1998 года Фоули участвовал в «Королевской битве» всеми тремя персонажами: Кактус Джек (1-й), Манкинд (16-й) и Дюд Лав (28-й), однако не смог победить в матче. Чарли и Джек победили «Изгоев нового века» на WrestleMania XIV в матче с мусорными контейнерами и завоевали титулы командных чемпионов WWF (первоначально предполагалось, что это будет матч c канатами из колючей проволоки, но от этой идеи отказались из-за того, что в шоу принимал участие Майк Тайсон). Однако на следующий вечер Винс Макмэн лишил команду Чарли и Джека поясов, сославшись на то, что Чарли и Джек поместили «Изгоев» в случайный мусорный бак за кулисами, а не в специальный мусорный бак, принесенный к рингу, и назначил матч-реванш в стальной клетке в котором «Изгои» победили с помощью своих новых союзников D-Generation X. 6 апреля 1998 года Фоли стал хилом, когда Кактус Джек объяснил, что фанаты больше не увидят его, потому что они не ценят его и заботятся только о Стиве Остине: после матча Кактуса Джека с Терри Фанком в Олбани, фанаты начали покидать арену за минуту до окончания их матча. Говард Финкель, ринг-анонсер, объявил, что Остин, который в то время был самым популярным рестлером в WWF, появится на арене, и толпа взорвалась от этой новости, многие бросились обратно на свои места. Позже Фоли признался, что такая реакция толпы эмоционально задела его, что его тяжелая работа не могла конкурировать с популярностью Остина, и что он будет просто ещё одним рестлером, которому предстоит противостоять мега-звезде компании. На следующей неделе Винс Макмэн объяснил Остину, что на Unforgiven он встретится с «загадочным» противником. Этим противником оказался Дюд Лав, который выиграл матч по дисквалификации, что означало, что Остин сохранил титул. Макмэн, недовольный таким исходом, потребовал от Фоли доказать, что он заслуживает ещё одного шанса на титул Остина, проведя матч за претендентство номер один против его бывшего партнера Терри Фанка. Этот матч стал первым в истории WWF «хардкорным матчем» и первым, когда Фоли выступал под своим именем. Фоли победил, а после матча гордый Макмэн вышел под музыку Дюд Лава и подарил Фоли костюм Дюд Лава. На шоу Over the Edge Дюд Лав сразился с Остином за титул. Макмэн назначил своих подчиненных Джеральда Бриско и Паттерсона таймкипером и ринг-анонсером, а себя назначил специальным рефери. Однако Гробовщик вышел на ринг, чтобы убедиться, что Макмэн судит матч справедливо, и благодаря его присутствию Дюд Лав проиграл матч и был «уволен» Макмэном в эпизоде Raw 1 июня.
На том же выпуске Raw Фоли вернулся к своему персонажу Мэнкайнду, который стал более человечным и менее похожим на существо, и начал носить расстегнутую рубашку со свободным галстуком, а также возобновил вражду с Гробовщиком. На King of the Ring в «Сивик-арене» в Питтсбурге 28 июня они выступили в третьем матче «Ад в клетке», который стал одним из самых культовых матчей в истории рестлинга. Фоли получил многочисленные травмы и совершил два опасных и очень влиятельных падения: он был сброшен Гробовщиком с вершины 5-метровой клетки, пробив деревянный стол испанского комментатора и упав на бетонный пол арены. Спустя всего пять минут после первого падения Фоли вновь забрался на вершину клетки после того, как Терри Фанк и другие пытались остановить его. Второй сброс, который был незапланированным, произошел, когда Гробовщик скинул Фоли через крышу клетки на ринг. Фоли пролетел 4 метра сквозь клетку и упал на мат ринга, потеряв при этом зуб. Мэнкайнд проиграл матч и завершил свою сюжетную линию с Гробовщиком.

#### Чемпион WWF (1998—2000)
После нескольких месяцев работы в команде с Кейном, когда они вместе дважды выиграли командное чемпионство WWF, а также различных противостояний с Кейном, Стивом Остином и Гробовщиком, Фоли решил, что толпа будет лучше реагировать, если Мэнкайнд будет более комедийным персонажем, и поэтому он стал больше похож на дурачка, сломленного олуха. Переход к этому персонажу начался после SummerSlam 1998 года, когда Кейн атаковал его, и они проиграли командные титулы.

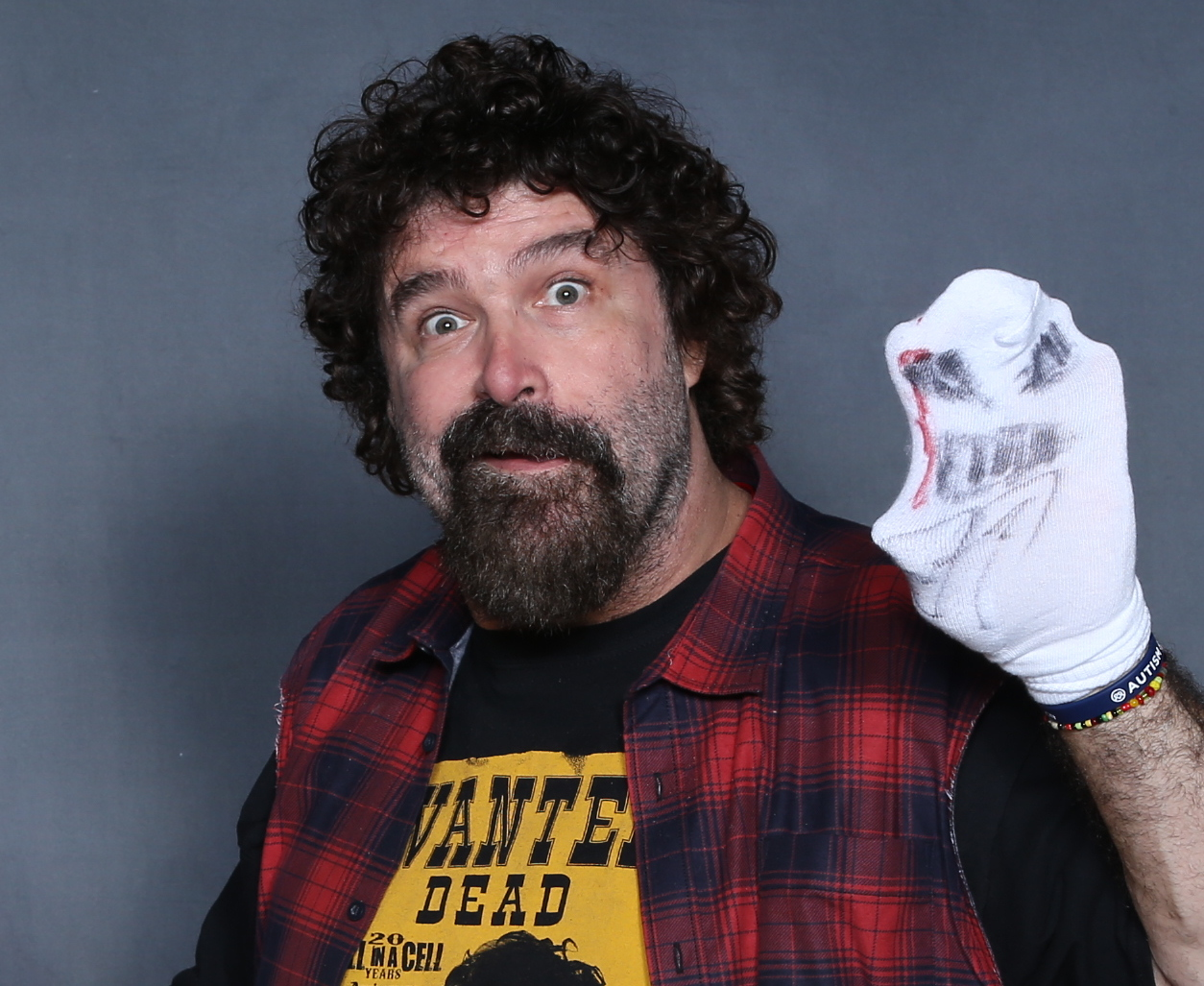
Мик Фоули и Мистер «Сакко» носок

В следующем месяце Фоли начал сюжет с Винсом Макмэном, в котором Мэнкайнд пытался стать другом ненавистному Мистеру Макмэну. В эпизоде Raw от 5 октября, когда Макмэн находился в больнице, леча раны, полученные от рук Гробовщика и Кейна, Мэнкайнд прибыл с клоуном-женщиной по имени Юрпл в попытке подбодрить его. Преуспев лишь в раздражении Макмэна, Мэнкайнд снял грязный носок со своей ноги назвав его «Мистер Носок». Задуманный как одноразовая шутка и предложенный Элом Сноу, носок в одночасье стал хитом. Мэнкайнд стал надевать носок на руку перед тем, как применить свой коронный прием Mandible Claw, засовывая вонючий носок в рот соперникам. Потный носок приобрел огромную популярность среди фанатов, в основном потому, что его позиционировали (в основном Джерри «Король» Лоулер) как грязный, вонючий, потный, отталкивающий и мерзкий носок. Макмэн манипулировал Мэнкайндом, который воспринимал владельца WWF как отца, заставляя его выполнять свои приказы. Макмэн создал титул чемпиона WWF по хардкору и вручил его Мэнкайнду, сделав его первым в истории чемпионом хардкор-дивизиона. Затем Мэнкайнд стал фаворитом на победу в турнире за титул чемпиона WWF на Survivor Series, так как Макмэн, казалось, построил турнир так, чтобы победил Мэнкайнд. Он и Скала дошли до финала, где Макмэн предал Мэнкайнда. Когда Скала захватил Мэнкайнда в «Шарпшутер», Макмэн приказал хронометристу позвонить в колокол (отсылка к «Монреальскому облому»), несмотря на то, что Мэнкайнд не сдался. В результате на Survivor Series Мэнкайнд официально стал фейсом, а Скала — хилом и стал главным лицом новой группировки Макмэна «Корпорация».
После нескольких недель Мэнкайнд получил титульный бой против Скалы на Rock Bottom: In Your House. Мэнкайнд выиграл матч, используя свой коронный захват нижней челюсти (с носком на руке), и судья объявил, что Скала потерял сознание. Но Винс Макмэн отменил победу Фоли, заявив что Мэнкайнд не сдержал своего обещания перед матчем заставить Скалу сдаться. После нескольких недель Мэнкайнд вновь победил Скалу и выиграл свой первый титул чемпиона WWF 29 декабря в Вустере, штат Массачусетс. Записанное на пленку шоу транслировалось 4 января 1999 года, именно эту дату WWE считает началом титульного рейна Мэнкайнда. Смена титула на еженедельном шоу, а не на ежемесячном, была редкостью в профессиональном рестлинге, но из-за борьбы за телевизионные рейтинги между WCW и WWF смены титулов стали более частым явлением. Глава конкурирующего промоушена WCW Эрик Бишофф, пытаясь воспользоваться тем фактом, что их шоу Monday Nitro транслировалось в прямом эфире, в то время как победа Мэнкайнда за титул была записана на пленку неделей ранее, попросил диктора Тони Скьявоне показать ему окончание матча Мэнкайнд против Рока до его выхода в эфир. Затем он саркастически добавил: «Это шоу посадит задницы на стулья». Этот шаг обернулся неприятными последствиями для WCW, поскольку рейтинги Nielsen показали, что еженедельник WWF Raw выиграл рейтинговую битву в тот вечер, несмотря на то, что WCW транслировали матч Халк Хоган против Кевина Нэша - главное событие, приведшее к реформированию NWO. Фоули сказал, что рейтинги указывают на то, что около 600 тысяч зрителей переключилось с Nitro на Raw, чтобы увидеть, как он выигрывает титул, и испытывали огромную личную радость от этого. С этого момента WCW больше никогда не превзойдет WWF в телевизионных рейтингах.
Мэнкайнд проиграл титул чемпиона WWF Року в матче «Я сдаюсь» на Royal Rumble в Арроухед-Понд в Анахайме, Калифорния, ныне данный поединок считается одним из самых жестоких матчей компании. Во время матча Фоули получил несколько сильных и опасных ударов по всей арене, включая неоднократные удары стальным стулом по голове (которые ныне запрещены в WWE) и падения на твердые электрические предметы, которые при ударе искрили. Хотя удары стальным стулом в голову были обычным делом в эпоху Attitude, считалось, что рестлер может принять два-три удара стулом по голове за поединок. Однако Фоули получил одиннадцать ударов в течение двух с половиной минут, все удары были прямыми, потому что до этого Рок надел на Фоули наручники. Первоначально предполагалось, что Фоули получит пять ударов стулом по голове с финальным шестым ударом на рампе, но после пятого удара Фоули все еще был у ринга, и даже после того, как Фоули подал сигнал Року ударить его в спину, Рок решил сохранить брутальный тон поединка, основанный на том, что Фоули ранее наносил аналогичные удары. Рок ударил Фоули еще шесть раз по голове пока они не дошли до рампы. Этот матч показан в документальном фильме Барри Блаустейна «Beyond the Mat», в котором было показано, какое влияние оказал матч на Фоули, его семью и даже зрителей на арене. В какой-то момент жена Фоули Коллетт и пятилетняя дочь Ноэль оба плакали от ужаса, а Ноэль поверила, что ее отец умирает, когда Рок несколько раз ударил Фоули стулом. Матч в этот момент стал настолько жестоким, что некоторые зрители, сидевшие около ринга, высказывали оскорбления в адрес Рока и кричали ему и судье, чтобы они остановили матч. Матч закончился после того, как Мэнкайнд сюжетно потерял сознание, и союзники Рока включили аудиозапись того, как Мэнкайнд говорит «Я сдаюсь» из более раннего интервью, которое он дал Шейну Макмэну.
Мэнкайнд вернул себе титул в матче-реванше на Halftime Heat, матч транслировался в перерыве XXXIII Супербоула, в первом и единственном в истории матче WWF на пустой арене в Тусоне, штат Аризона, 31 января. После 20 минут потасовки на ринге, пустых трибунах, кухне, коридорах арены, офисе и в зале общественного питания Мэнкайнд достал носок и засунул его в рот Року, а затем с помощью вилочного погрузчика прижал Рока к полу победив в матче. Вскоре Винс Макмэн назначил матч с лестницами за звание чемпиона, где победил Рок с помощью Биг Шоу. На Wrestlemania 15 Мэнкайнд победил Биг Шоу. Также Мэнкайнд победил Биг Шоу на Backlash месяц спустя в матче в котельной (первой в WWF с июля 1996 года). Вскоре после этого Биг Шоу объединится с Мэнкайндом, Тестом и Кеном Шемроком, чтобы сразиться с Корпорацией на Over The Edge. Позже в том же году Фоули и Рок восстановили свою дружбу и объединились, чтобы сформировать комедийную команду под названием the Rock 'n' Sock Connection, став одной из самых популярных команд за это время. Они трижды выигрывали титулы командных чемпионов WWF. Одним из примечательных матчей был матч по правилам похоронен заживо, в котором The Rock 'n' Sock Connection сразились с Гробовщиком и Биг Шоу, которые жаждали реванша после потери титулов неделей ранее. В этом матч Биг Шоу сбросил Мэнкайнда с рампы. Мэнкайнд преодолел в общей сложности почти 25 футов (7,6 м). Затем Фоули на Raw смог достичь самых высоких рейтингов за всю историю шоу благодаря фрагменту с участием него самого (в роли Мэнкайнд) и Рока. Эпизод «Это твоя жизнь» вышел в эфир 27 сентября 1999 года и получил рейтинг 8.4, а клоун Юрпл появился еще раз. Фоули ненадолго вернулся к своему образу Кактуса Джека в матче против членов Министерства Тьмы Висеры и Медиона 10 мая 1999 года, где победил Кактус..
В августе 1999 года Фоули вернулся после трехмесячного отсутствия, восстанавливаясь после операции на колене, чтобы возобновить свое противостояние с Трипл Эйчем, который нанес ему сюжетную травму левого колена своей кувалдой. В эпизоде Raw их матч окончился без результата за звание претендента номер один на титул чемпиона WWF, что привело к матчу с тройной угрозой между Стивом Остином, Трипл Эйчем и Мэнкайндом на SummerSlam 1999, где Фоули в третий раз выиграл титул чемпиона WWF, удержав действующего чемпиона Остина. Победа Мэнкайнда привела к тому, что разъяренный Трипл Эйч атаковал Остина, после чего Остин ушел на больничный для лечения левого колена. Следующей ночью на Raw Трипл Эйч победил Мэнкайнда и выиграл свой первый титул чемпиона WWF. Затем между Мэнкайндом и союзом Макмэна и Трипл Эйча разгорелась вражда. Примерно в это же время Фоули начал понимать, что ему скоро придется закончить активную карьеру - в дополнение к огромным физическим нагрузкам, у Фоули начали развиваться когнитивные проблемы, такие как забывание простых движений тела и проблемы с запоминанием того, как писать и произносить по буквам основные слова. Последним матчем Фоули должен был стать командный матч с Элом Сноу в ноябре 1999 года, но поскольку из-за отсутствия одной из главных звезд WWF Стива Остина в то время (который выбыл для лечения шеи), Фоули почувствовал, что компания слишком сильно пострадает если бы еще одна из его крупнейших звезд пропала из ростера, даже несмотря на присутствие Рока. Поэтому Фоули, даже в том плохом состоянии, в котором он находился, решил продержаться еще несколько месяцев, пока не вернется Остин, тогда он продолжил свою вражду с Трипл Эйчем.

### Официальный представитель WWF (2000—2001)
После отказа от активных выступлений Фоули сюжетно занимал пост представителя WWF под своим настоящим именем. Фоули сказал, что он хотел, чтобы его персонаж комиссар Фоули был «образцом для подражания ботаников», он отпускал странные шутки и не пытался казаться жестким или пугающим. В течение этого времени у него также была привычка не выделять для своего офиса места; поэтому у Мика был офис в самых неожиданных местах (например, в шкафах). В течение этого времени комиссар Фоули вступал в противостояние с Куртом Энглом, Эджем и Кристианом, а также Винсом Макмэном, фактически не сражаясь с ними. Он покинул эту должность в декабре 2000 года после того, как Макмэн «уволил» его, после чего Фоули был избит.
Фоули неожиданно вернулся в 2001 году на Raw незадолго до WrestleMania X-Seven и объявил, что он будет специальным приглашенным судьей на матче между Винсом Макмэном и его сыном Шейном на WrestleMania. После Реслмании Фоули время от времени появлялся на шоу WWF в середине года, иногда представляя губернатора Миннесоты Джесси Вентуру во время записи Raw, а также выступал в качестве приглашенного рефери в матче Эрла Хебнера против Ника Патрика. А также в матче лифчиков и трусиков между рестлерами WWF Литой и Триш Стратус против  Стейси Киблер и Торри Уилсон на шоу Invasion. Фоули вернулся в качестве комиссара в октябре 2001 года. Во время этого краткого пребывания в должности у Фоули была возможность снять фильм о руководстве WWF и о том, насколько он был этим недоволен. Заявив, что в компании было слишком много титулов, он назначил объединительные титульные поединки на Survivor Series 2001 года. После Survivor Series он прекратил свое членство в комиссии по просьбе Винса Макмэна и покинул компанию.

### Различные промоушены; ROH (2003–2005)
12 декабря 2003 года Фоули был специальным приглашенным судьей на матче Терри Фанка против Дасти Роудса, организованном в IWC.
11 сентября 2004 года Фоули дебютировал в Ring of Honor (ROH) и снял промо, восхваляя ROH и называя промоушен «рингом хардкора», таким образом зарекомендовав себя как фейс. 15 октября Фоули вернулся в ROH, где столкнулся с Рикки Стимбоутом, который утверждал, что традиционная борьба лучше хардкорной. Во время этого противостояния Фоули также снял язвительный промо-ролик о Рике Флэре, как часть его реальной неприязни к Флэру, последний назвал Фоули «прославленным каскадером» в своей автобиографии. На следующий день и Фоули, и Стимбоут сняли промо друг о друге, что привело к их матчу между двумя командами рестлеров, отобранных Фоули и Риком. Найджел Макгиннес и Чед Коллиер представляли команду Стимбоута, а команду Фоули Дэн Мафф и Би Джей Уитмер, в матче победила команда Стимбоута. 6 ноября Фоули поддразнил чемпиона ROH Самоа Джо назвав его «софткор» (эротика). 26 декабря на турнире ROH Final Battle Фоули вернулся в ROH и провел свою финальную конфронтацию с Рикки Стимбоутом, где они помирились. 15 января 2005 года Фоули вернулся и ударил Джо по голове стальным стулом. 19 февраля Фоули возобновил свою вражду с Самоа Джо в ROH, намекая на свое возвращение на ринг, но вместо этого Фоули выбрал Ворделла Уокера для боя с Джо. После того, как Джо победил Уокера, Фоули представил свой «запасной план» Нового Кактуса Джека, чтобы сразиться с Джо во втором матче, который Джо также выиграл. 8 июля Фоули вернулся в ROH проведя конфронтацию с чемпионом ROH СМ Панком, который высмеял ROH и свое чемпионство после того, как он подписал контракт с WWE, и пригрозил забрать титул с собой в WWE. Фоули находился на прямой связи с Винсом Макмэном, пытаясь убедить Панка защитить свой титул в последний раз по приказу Макмэна, прежде чем он покинет ROH. 20 августа Фоули снова вернулся в ROH, чтобы спасти Джейд Чанг от принца Нана. Затем Алекс Шелли и команда Посольство напали на Фоули сзади, пока Остин Эриес и Родерик Стронг не прогнали их. Фоули в последний раз появился в ROH 17 сентября, когда он находился в углу Эй Джей Стайлза в матче против Джимми Рэйва, который Стайлз выиграл. После этого Фоули высоко отозвался о Ring of Honor.

### Возвращение в WWE (2003–2008)
Фоули вернулся в WWE в июне 2003 года, чтобы судить матч Hell in a Cell между Трипл Эйчем и Кевином Нэшем на Bad Blood. 23 июня, во время трансляции Raw в Мэдисон Сквер Гарден, он был удостоен чести за свои достижения на ринге и получил пояс чемпиона WWE по хардкору на вечное хранение. Вечер закончился тем, что Фоули был избит и сброшен с лестницы усилиями Рэнди Ортона и Рика Флэра. В декабре 2003 года Фоули вернулся, чтобы заменить Стива Остина на посту генерального менеджера Raw. Вскоре он устал от ежедневных поездок и оставил свои обязанности на полный рабочий день, чтобы писать и проводить время со своей семьей. По сюжетной линии, Фоули побоялся сразиться с интерконтинентальным чемпионом WWE Рэнди Ортоном в эпизоде Raw от 15 декабря, вместо того чтобы встретиться с ним лицом к лицу, результатом матча была признана ничья. После того, как Фоули ушел за кулисы, Ортон столкнулся с ним лицом к лицу, спросив, почему он покинул матч, назвав его трусом а после плюнул ему в лицо. После этого Фоули ушел с арены.
В 2004 году Фоули ненадолго вернулся в рестлинг, приняв участие в матче королевской битвы на Royal Rumble выкинув Ортона и себя самого из матча. Он и Рок воссоединились как Rock 'n' Sock Connection и проиграли матч против Эволюции (Батиста, Ренди Ортон и Рик Флэр) на WrestleMania XX. Фоули и Ортон продолжали враждовать, кульминацией чего стал их хардкорный матч за интерконтинентальный титул WWE на Backlash, где Ортон, не раз приземлившись на канцелярские кнопки, победил Фоули в образе Кактуса Джека, сохранив титул. Фоули считает этот матч, возможно, лучшим в своей карьере.
Фоули появился в качестве комментатора на шоу WWE ECW One Night Stand, которое вышло в эфир 12 июня 2005 года, и впоследствии продлил свой контракт с WWE. Фоули вернулся в 2005 году в матче, где болельщики могли проголосовать за то, в каком образе он предстанет — Мэнкайнд, Дуд Лав, Кактус Джек — против Карлито на Taboo Tuesday. Болельщики проголосовали за Мэнкайнда, который выиграл матч — это был последний раз, когда Фоули выступал в образе Мэнкайнда. 16 февраля 2006 года на эпизоде Raw Фоули вернулся, чтобы судить матч за звание чемпиона WWE между Эджем и Джоном Синой. После победы Сины Эдж напал на Фоули, и на следующей неделе Фоули (который отныне будет напоминать Кактуса Джека в своих выступлениях на рестлинг-шоу и матчах, но все равно будет бороться под своим собственным именем) вызвал Эджа на хардкорный матч на Wrestlemania 22. В чрезвычайно жестоком поединке сильно окровавленный и покрытый кнопками Эдж победил Фоули после того, как провел Фоули гарпун на огненный стол. Оба исполнителя получили ожоги второй степени из-за того что на стол не был нанесен антиогненный раствор их собственной просьбе. Через несколько недель после матча Фоули впервые в WWE с 1998 года стал хилом и объединился с Эджем против недавно обновленного ECW. На ECW One Night Stand Фоули, Эдж и Лита победили Терри Фанка, Томми Дримера и Бьюлу Макгилликатти в жестоком командном хардкор-матче, в котором Фанк ударил Фоули зажженной доской из колючей проволоки 2х4, пламя охватило Фоули, и он упал на фанерную доску, покрытую еще большим количеством колючей проволоки.
Затем Фоули вступил в сюжетное соперничество с Риком Флером, вдохновленное их реальной враждой между ними. В своей книге «Хорошего дня!» Фоули написал, что Флэр был «настолько же плох в плане бронирования билетов, насколько он был великолепен в рестлинге». В ответ Флэр написал в своей автобиографии, что Фоули был «прославленным каскадером» и что он смог подняться по служебной лестнице в WWF только потому, что он дружил с букерами. У них произошла закулисная стычка на мероприятии Raw в декабре 2004 года в Хантсвилле, штат Алабама, но Фоули сказал, что они в основном помирились. Чтобы разжечь вражду, Флер снова назвал Фоули «прославленным каскадером», а Фоули назвал Флера «конченым куском дерьма» и вызвал его на поединок. Результатом стал матч на Vengeance, где Флэр победил Фоули. Затем они же провели хардкорный поединок по правилам «Я сдаюсь» на SummerSlam. Флэр, который был весь в крови, кнопках и порезах от колючей проволоки, выиграл матч, когда заставил Фоули сдаться, угрожая Мелине битой из колючей проволоки. В эпизоде Raw от 21 августа Фоули поцеловал ягодицы Винса Макмэна в рамках сюжета Макмэна «Kiss My Ass Club» после того, как он пригрозил уволить Мелину. Вскоре после этого Мелина предала Фоули и объявила, что он уволен.

### Возвращения и комментатор SmackDown (2007–2008)

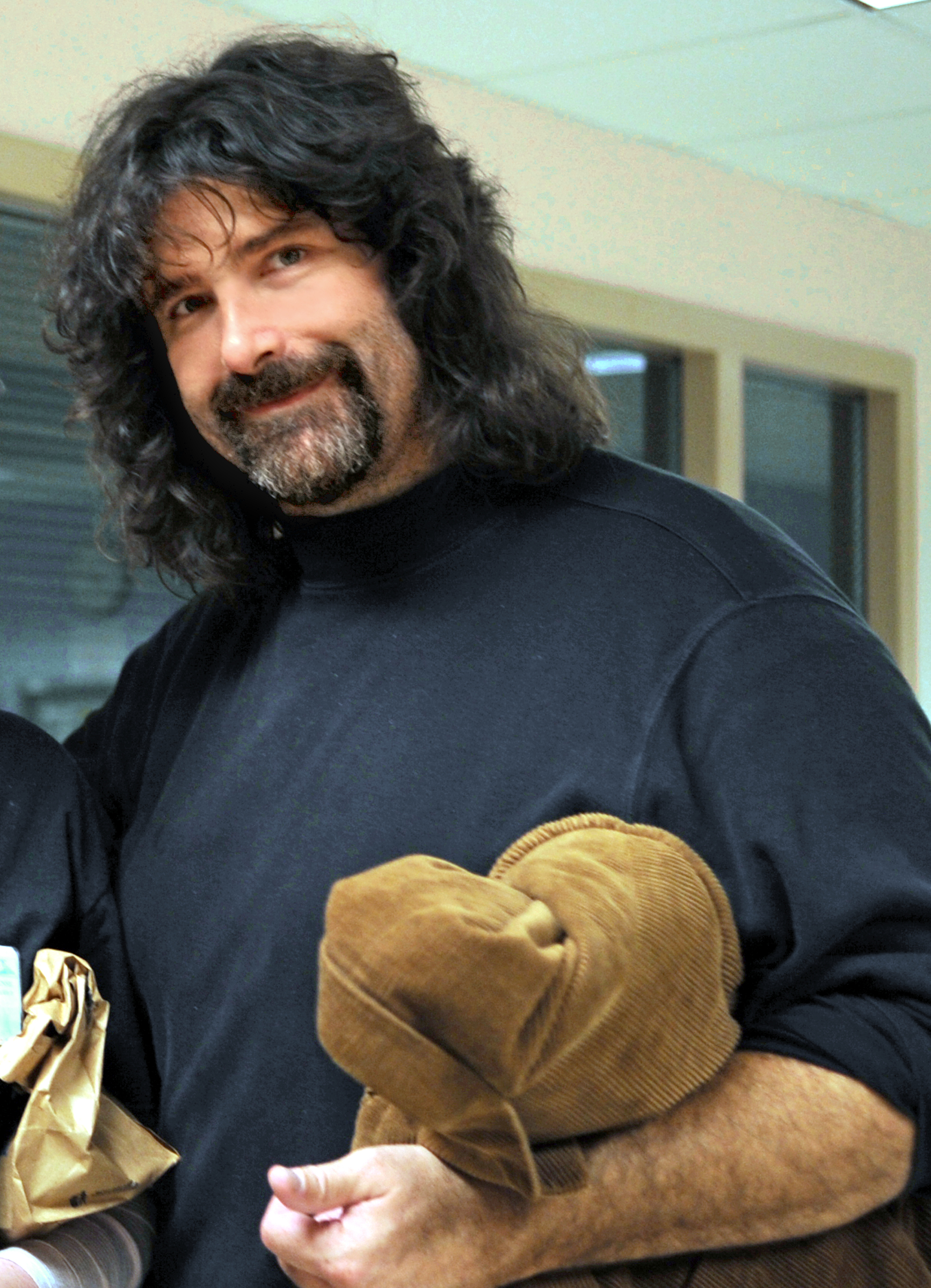
Мик Фоли в 2008 году

Семь месяцев спустя, 5 марта 2007 года, Фоули вернулся на Raw в качестве фейса, сюжетная линия заключалась в том, что он обманом заставил Винса Макмэна вернуть его на работу. На Vengeance Фоули принял участие в матче за титул чемпиона WWE с участием чемпиона WWE Джона Сины, Рэнди Ортона, Короля Букера и Бобби Лэшли. Сина победил в поединке удержав Фоули. Месяц спустя Фоули появился на Raw в качестве специального приглашенного судьи на матч между Джонатаном Коучменом и сюжетным внебрачным сыном мистера Макмэна Хорнсвогглом. Затем Фоули появился на SmackDown на той же неделе, где он победил Коучмена с Хорнсвогглом в качестве специального приглашенного рефери. В эпизоде Raw от 7 января 2008 года Фоули и его партнер по команде Хорнсвоггл квалифицировались в матч корелевской битвы на Royal Rumble, победив Хайлендеров. На Royal Rumble Фоули был выбит из матча Трипл Эйчем.
Фоули дебютировал в качестве комментатора SmackDown вместе с Майклом Коулом на Backlash в 2008 году, заменив Джонатана Коучмена. В выпуске SmackDown от 1 августа Фоли подвергся нападению со стороны Эджа во время промо Эджа к его матчу на SummerSlam 2008 против Гробовщика. Фоули пропустил SmackDown 8 августа, чтобы сюжетно восстановиться после травм. Тазз заменил Фоули в качестве комментатора на SmackDown, в то время как рестлер Raw Мэтт Страйкер заменил Тазза на ECW. Фоули сказал обозревателю Long Island Press Pro Wrestling Джошу Стюарту в августе 2008 года, что «с творческой точки зрения работа анонсером не слишком удачной». Он поделился с Дэйвом Мельцером в радиошоу Observer, что обстановка в творческом плане на 2008 год в целом расстраивала. Фоули не стал продлевать контракт с WWE и 1 сентября 2008 года он покинул компанию.

### TNA (2008–2011, 2020)
3 сентября 2008 года агентство Фоули Gillespie Talent опубликовало пресс-релиз, в котором говорилось, что Фоули подписал краткосрочный контракт с Total Nonstop Action Wrestling (TNA). Фоули заявил, что он «очень взволнован спецификой этого соглашения и потенциалом, который он таит». Фоули дебютировал в TNA 5 сентября 2008 года на шоу TNA House, произнеся короткую речь о том, как ему нравится TNA, а также негативно высказался о WWE. На официальном сайте TNA Wrestling было размещено изображение смайлика с вариацией коронной фразы Фоули «Хорошего дня!».
18 сентября 2008 года на еженедельном выпуске Impact! Фоули впервые появился на телевидении в TNA, где Джефф Джарретт представил его зрителям на арене. Две недели спустя Фоули дебютировал на телевидении в промо-ролике, дав комментарии про ростер WWE, Винса Макмэна и Курта Энгла. На Bound for Glory IV он был специальным приглашенным гостем в матче Джарретта и Энгла. Позже на Impact! Фоули попрощался со зрителями, но затем к нему обратился Джефф Джарретт с новым предложением; позже он сообщил, что они пришли к соглашению по новому контракту и сделают важное объявление на следующей неделе. В эпизоде Impact! от 23 октября Фоули объявил, что теперь он совладелец TNA вместе с Джарреттом, после этого Курт Энгл атаковал Фоули.
27 ноября, в День благодарения, TNA представили новый турнир «Кубок индейки». Райно победил Алекса Шелли, и Фоули вручил Райно чек. После этого побежденный Шелли должен был надеть костюм индейки в соответствии с правилами матча. Однако Шелли показал средний палец Фоули и атаковал последнего. Впоследствии Мик упомянул, что Шелли повезло, что у него все еще есть работа. Позднее группировка Main Event Mafia Кевин Нэш, Букер Ти и Скотт Штайнер провели поединок с Дивоном Дадли, Эй Джей Стайлзом и Миком Фоули в его дебютном матче на Genesis. Нэш, однако, заразился стафилококковой инфекцией и пропустил Genesis. В поединке его заменил Милый Кип (Билли Ганн). Фоули удержал Скотта Штайнера после того, как провел ему DDT на стальной стул.
19 апреля 2009 года на шоу Lockdown Фоули победил Стинга и выиграл титул чемпиона мира TNA в супертяжелом весе. На Sacrifice Фоули поставил на кон свой титул в поединке против Курта Энгла, Джеффа Джарретта и Стинга. Во время матча Фоули засунул носок в рот Джарретту и Стингу, но Стинг удержал Энгла, став новым лидером Main Event Mafia. Согласно правилам матча, Фоули сохранил титул.
Фоули также заявил на Impact!, что если он сохранит титул чемпиона мира в супертяжелом весе по версии TNA в матче «Король горы» на Slammiversary, он будет защищать титул в матче только раз в год. Тем не менее, он проиграл титул Курту Энглу в матче «Король горы» на Slammiversary. Он получил матч-реванш на «Виктори Роуд», отметив, что он сдался только один раз в своей карьере (Терри Фанку) и заявил, что никогда больше этого не сделает. Он проиграл матч, когда Энгл заставил его сдаться болевым приемом на лодыжке.
30 июля 2009 года, в 200-м эпизоде Impact!, Фоули выиграл титул TNA Legends (позднее: телевизионный чемпион TNA), победив в финале Кевина Нэша в командном матче, где Нэш объединился с Энглом, а Фоули с Бобби Лэшли. На турнире Hard Justice Нэш победил Фоули и вернул себе титул после вмешательства Трейси Брукс.
В выпуске Impact от 24 сентября! Фоули стал хилом, когда напал на Абиcса во время и после их командного матча против Букера Ти и Скотта Штайнера. Фоули порвал его фотографию и избил Абисса до крови бейсбольной битой обмотанной колючей проволокой. Затем Абисс вызвал Фоули на матч с мячом монстра (все соперники изолируются в одиночестве в запертой комнате без света, еды или воды в течение 24 часов до хардкорного матча), который Фоули принял. На Bound for Glory Абисс победил Фоули в матче. Две недели спустя Фоули вновь стал фейсом, выступив против доктора Стиви и спас Абисса от него. На следующей неделе Фоули объяснил, что все это время он был доктором Стиви и вызвал Абисса на матч в Bound for Glory, чтобы посмотреть, насколько он силен.
После этого Фоули переключил свое внимание с Абисса и доктора Стиви и сосредоточился на прибытии Халка Хогана в TNA, разводя панику по поводу того, что Хоган захватит TNA. В Final Resolution Абисс и Фоули победили доктора Стиви и Рэйвена в командном матче «Foley's Funhouse». 4 января 2010 года, в день дебюта Халка Хогана в TNA, Фоули подвергся нападению со стороны воссоединившихся Кевина Нэша, Скотта Холла и Шона Уолтмана, когда пытался добиться встречи с Хоганом. В выпуске Impact! от 21 января новый исполнительный продюсер TNA Эрик Бишофф уволил Фоули после того, как заявил, что подвергся нападению с его стороны. В выпуске Impact! от 11 февраля Бишофф и Фоули обсудили этот момент, как и предлагал Хоган двумя неделями ранее, и Фоули был включен в турнир «Вопреки всем шансам». Первый матч Фоули провел против Абисса и победил его. В выпуске Impact! от 15 марта Бишофф объявил, что побреет Фоули налысо в качестве наказания за попытку помочь Джеффу Джарретту в гандикап матче на следующей неделе. Сначала Фоули, казалось бы, следовал плану, но в последнюю секунду он использовал свой носок против Бишоффа, посадил его в кресло и побрил почти налысо. В следующем выпуске Impact! Фоули проиграл Джарретту в матче «Карьера против карьеры» без дисквалификации, организованном Бишоффом, что вынудило Фоули покинуть TNA. На самом деле Фоули был снят с телевидения из-за того, что он достиг лимита на максимальное появление на шоу в год по своему контракту.
Фоули вернулся в TNA 12 июля 2010 года, на записи выпуска Impact! от 15 июля, возглавив вторжение коллег-выпускников ECW, чемпиона мира TNA в супертяжелом весе Роба Ван Дама, Томми Дримера, Рэйвена, Стиви Ричардса, Носорога, Дивона Дадли, Пэта Кенни и Эла Сноу, сформировавших команду EV 2.0. На следующей неделе президент TNA Дикси Картер согласилась организовать для выпускников ECW их собственное шоу «Жесткое правосудие: Последняя битва», как праздник хардкорного рестлинга. На этом мероприятии Фоули судил финальный матч между Томми Дримером и Рэйвеном. В следующем выпуске Impact! выпускники ECW, известные под общим названием EV 2.0, подверглись нападению со стороны Эй Джей Стайлза, Казаряна, Роберта Руда, Джеймса Шторма, Дугласа Уильямса и Мэтта Моргана из группировки Фортуна Рика Флера, которые считали, что ветераны не заслуживают быть в TNA. В августе Фоули начал писать еженедельную колонку для веб-сайта TNA. 7 октября 2010 года в прямом эфире Impact! Фоули победил Рика Флэра в матче «Последний стоящий на ногах», этот матч стал последним матчем Фоули в TNA. На Bound for Glory Фоули был на стороне EV 2.0, когда Дример, Райвен, Райно, Ричардс и Сабу победили участников Фортуны Стайлза, Казаряна, Моргана, Руда и Шторма в хардкорном поединке. После двухмесячного отсутствия Фоули вернулся в выпуске Impact! от 23 декабря, выступив против группировок Фортуна и Бессмертных. После шоу Genesis Фоули снова исчез с телевидения TNA, но продолжал регулярно появляться на шоу TNA house. 23 мая 2011 года Фоули выразил недовольство TNA и сказал, что не планирует продлевать свой контракт с промоушеном, как только он истечет осенью 2011 года, а также пошутил в Twitter, сравнив свой матч на пустой арене с Роком с любым матчем TNA на хаус-шоу (выступления без трансляции на ТВ). В следующем выпуске Impact Wrestling от 2 июня Халк Хоган объявил, что Фоули был уволен с поста исполнительного директора. Его уход из промоушена был подтвержден 5 июня 2011.
24 октября 2020 года Фоули ненадолго вернулся в Impact Wrestling на турнире 2020 Bound for Glory с помощью видеообращения, чтобы поздравить Кена Шемрока с его введением в Зал славы TNA.

### Возвращение в WWE и последние матчи (2011−2012)
Фоули вернулся в WWE 2 ноября 2011 года на домашнем шоу в Дублине, Ирландия, снявшись в промо-ролике на ринге с Мизом и Р-Труфом, а затем выступил приглашенным судьей командного матча в Манчестере 5 ноября. Фоули вернулся на Raw 14 ноября, на котором он решил вспомнить сегмент «This Is Your Life» с Джоном Синой. Среди приглашенных гостей были бывший партнер Сины по команде Булл Бьюкенен, его бывший тренер по бейсболу (ненастоящий) и его отец; однако сегмент был прерван Роком, который провел коронный прием «Подножье скалы» на Фоули перед тем, как покинуть ринг, завершив сегмент. Фоули был специальным приглашенным ведущим в прямом эфире SmackDown 29 ноября.
Фоули появился на Raw в эпизоде от 16 января 2012 года, чтобы объявить о своих намерениях принять участие в матче королевская битва на Royal Rumble 2012. На том же шоу Фоули помог Панку победить в матче, удержав Дэвида Отунгу, но Джон Лауринайтис отменил результат, поскольку Фоули не был официальным участником матча. На следующей неделе Фоули также появился, пожелав Заку Райдеру удачи в его матче против Кейна в тот вечер. Фоули участвовал в матче королевская битва на Royal Rumble, где он вышел под номером 7 и выбил Джастина Гэбриэла (с помощью Рикардо Родригеса), Эпико и Примо, однако Фоули был выбит Коди Роудсом через 6 минут и 34 секунды с момента своего выхода. В королевской битве в конечном счете победил Шеймус. Королевская битва 2012 стала последним матчем для Фоули в качестве рестлера. Позже Фоули появился в эпизоде вместе с Сантино Мареллой на Wrestlemania XXVIII. 10 апреля 2012 года Фоули появился на WWE SmackDown: Blast from the Past. Он вернулся на Raw 18 июня 2012 года, объявив, что в течение недели будет исполнять обязанности временного генерального менеджера как Raw, так и SmackDown. 23 июля на 1000-м эпизоде Raw он появился в роли Дуд Лава и станцевал с Бродусом Клэем, а также провел свой прием с носком на руке на Джеке Свагере.  В эпизоде Raw от 24 сентября 2012 года Фоули появился, чтобы вступить в конфронтацию с Панком, сказав ему согласиться на поединок с Джоном Синой. Однако позже на этом же шоу Панк напал на Фоули за кулисами. На Hell in a Cell СМ Панк успешно сохранил свой титул чемпиона WWE против Райбека из-за вмешательства рефери Брэда Мэддокса. На следующий день на Raw CM Панк объявил, что встретится с командой Фоули на Survivor Series в традиционном матче на выбывание, позднее Фоули принял вызов. Однако позднее Панк был убран с матча на Survivor Series. 12 ноября 2012 года на эпизоде Raw Фоули был назначен специальным приглашенным судьей в матче между Панком и Джоном Синой. Отобранная Фоули команда на Survivor Series в составе Миза, Рэнди Ортона, Кофи Кингстона, Кейна и Дэниала Браяна проиграла команде Дольфа Зигглера. Фоули появился в образе Санта-Клауса в выпуске Raw от 24 декабря. Фоули в роли Санты был избит Альберто Дель Рио. Однако позже ночью ему удалось восстановиться и Фоули помог Сине победить Дель Рио.
Первоначально планировалось, что в августе 2012 года Фоули проведет поединок с дебютантом Дином Эмброузом на SummerSlam. Однако врачи не разрешили Фоули провести поединок, в связи с чем Фоули объявил о завершении профессиональной карьеры.

### Зал славы WWE и различные появления (2013−2016)
11 января 2013 года WWE объявили, что Фоули будет введен в Зал славы WWE в 2013 году его давним другом Терри Фанком. Официальное сообщение было сделано в 20-ю годовщину Raw 14 января. На записи Saturday Morning Slam от 26 февраля (которая вышла в эфир 16 марта) Фоули был назначен новым генеральным менеджером шоу. Он потерял эту должность в мае 2013 года, когда шоу было закрыто. Фоули вернулся в эпизоде Raw от 22 апреля, вступив в конфронтацию с Райбеком, от драки Фоули спас Джон Сина. Позже Фоули появился в рамках пост-шоу Extreme Rules. В эпизоде Main Event от 18 декабря он появился в роли Санта Клауса, оказав помощь Мизу в победе над Кертисом Акселем. В апреле 2014 года Фоули не стал переподписывать свой контракт легенды с WWE.
В эпизоде Raw от 20 октября 2014 года Фоули вернулся во время эпизода с Дином Эмброузом и Сетом Роллинсом, где он обсуждал их матч на Hell in a Cell. В течение декабря 2014 года Фоули появлялся в эпизодах на Raw в роли Святого Мика вместе со своей дочерью Ноэль. В 2015 году Фоули появился на SummerSlam, где он открыл шоу вместе с ведущим Джоном Стюартом. Фоули вернулся на Raw 14 марта 2016 года в эпизоде за кулисами с Дином Эмброузом, в котором он дал ему напутствие перед его предстоящим матчем без дисквалификации на Wrestlemania 32 против Брока Леснара и передал Эмброузу факел в виде своей культовой бейсбольной биты из колючей проволоки. 3 апреля 2016 года на Wrestlemania 32 Фоули вернулся на ринг в сегменте вместе с Шоном Майклзом и Стивом Остином выступив против команды Лига Наций (Уэйд Баретт, Шеймус, Альберто Дель Рио, Русев) после того, как они победили команду Новый день и провозгласили: «Никакие три человека никогда не смогут победить нас».

### Генеральный менеджер RAW (2016–2017)
18 июля 2016 года в эпизоде Raw Стефани Макмэн назначила Фоули генеральным менеджером Raw. С тех пор Фоули назначал матчи на Raw, одновременно принимая справедливые решения в пользу фейсов и иногда не соглашаясь со Стефани Макмэн. Одним из первых решений Фоули на посту генерального менеджера Raw стало противостояние враждующих Шеймуса и Сезаро друг с другом в серии лучший из семи. На Clash of Champions дуэт шел вничью из 3 побед у Шеймуса и 3 побед у Сезаро. На Clash of Champions оба рестлера были отсчитаны за рингом, что привело бы к ничьей, а лучшая из семи серий была бы объявлена ничьей. В следующем эпизоде Raw Фоули, который пообещал победителю возможность стать чемпионом, объединил их в одну команду The Bar. Позже они проиграли команде Новый день за командные титулы WWE, а затем выиграли командные титулы против Нового дня на Roadblock: End of the Line. В эпизоде Raw от 21 ноября Фоули поставил Сэми Зейна на матч против Брауна Строумэна после того, как Зейн не смог победить Миза на Survivor Series за интерконтинентальный титул WWE. Во время матча Фоули приказывал остановить матч, считая, что Зейн не в состоянии продолжать. На следующей неделе на Raw Зейн потребовал реванша против Строумэна, но Фоули отказался, сказав Зейну, что Зейн не сможет победить его, что заставило Зейна в гневе уйти. В эпизоде Raw от 12 декабря Зейн снова попросил о матче-реванше со Строумэном, но Фоули снова отказал ему. Затем Зейн сказал Фоули, что подумывает о переходе на SmackDown, потому что Фоули не верил в него. Позже той ночью, после того, как Зейн победил Джиндера Махала, Фоули сообщил ему, что договорился о сделке со SmackDown в обмен на Еву Мари. Зейн сердито отказался от сделки и снова потребовал реванша со Строумэном. Фоули уступил, предоставив Зейну его поединок со Строумэном на Roadblock: End of the Line с десятиминутным ограничением по времени. В матче победил Семи Зейн.

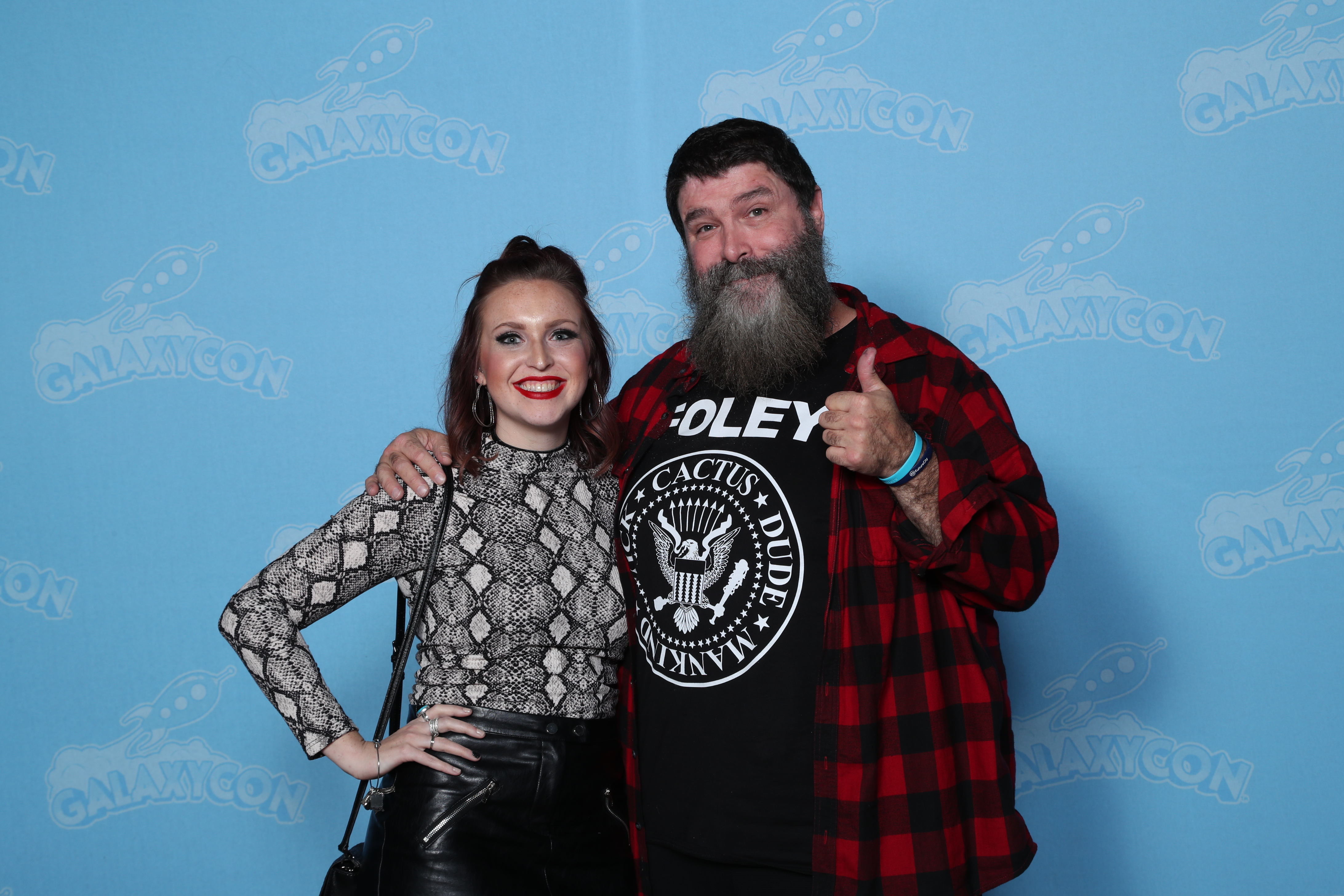
Мик Фоули в 2019 году

В эпизоде Raw от 13 марта 2017 года Стефани Макмэна вынудила Фоули уволить кого-нибудь из ростера Raw к концу вечера. Фоули решил уволить саму Стефани Макмэн, что побудило Трипл Эйча выйти и начать конфронтацию с Фоули. После того, как Трипл Эйч его оскорбил и приказал покинуть ринг, Фоули вместо этого напал на Трипл Эйча, засунув носок в рот Трипл Эйча, после чего Стефани нанесла ему удар ниже пояса. Затем Сет Роллинс вышел, чтобы помочь Фоули, но был атакован Трипл Эйчем. В эпизоде Raw от 20 марта Стефани Макмэн уволила Фоули за его действия на прошлой неделе. Несколько недель спустя Фоули появился на церемонии включения в Зал славы WWE 2017.
В эпизоде Raw от 10 сентября 2018 года. Фоули прервал Элаяса заявлением, что в разговоре со Стефани Макмэн по поводу предстоящей 20-й годовщины его матча Hell in a Cell с Гробовщиком на King of the Ring, он будет назначен специальным приглашенным судьей на матч за титул вселенной WWE между Романом Рейнсом и Брауном Строумэном. В матче на Hell in a Cell Брок Леснар вмешался в матч, а Пол Хейман брызнул Фоули в глаза перцовым баллончиком; матч был признан без результата. После шоу на WWE Network был показан специальный фильм про Мика Фоули  «20 лет ада». 20 мая 2019 года в выпуске Raw Фоули вернулся, чтобы представить новый титул чемпиона 24/7. По задумке его обладатель должен был защищать свой титул 24/7 в любом месте. В июле Фоули объявил, что хочет бросить вызов Р-Труфу за титул чемпиона 24/7. Однако этого не произошло из-за нападения Брэя Уайатта.
В эпизоде NXT от 7 ноября 2023 года Фоули объявил участников в отборочных соревнованиях Iron Survivor Challenge на NXT Deadline.

## Карьера писателя
Фоли — многократный автор бестселлеров по версии New York Times, особенно известный своей серией мемуаров. Его произведения в целом получили благоприятные отзывы.
С 7 мая по 1 июля 1999 года Фоули написал свою автобиографию – с помощью писателя–призрака, как он отметил во введении, почти на 800 страниц от руки. Книга «Хорошего дня: повесть о крови и потных носках» была выпущена 31 октября 1999 года и в течение нескольких недель возглавляла список научно-популярных бестселлеров New York Times. Продолжение книга «Фоули хороший: и реальный мир фальшивее рестлинга», была выпущена 8 мая 2001 года.
Третья часть его автобиографии, «Дневники хардкора», рассказывает о его вражде в 2004 году с Рэнди Ортоном, его матче и последующем партнерстве с Эджем, а также программе с Риком Флером в 2006 году. «Дневники хардкора» была выпущена 6 марта 2007 года, также некоторое время находилась в списке бестселлеров New York Times. «Обратный отсчет до карантина» Фоули был выпущен 1 октября 2010 года. 30 сентября 2010 года Джоуи Стайлс взял интервью у Фоули на WWE.com – несмотря на то, что у Фоули был контракт с TNA. Продвижение WWE продукта, выпущенного сотрудником конкурирующей компании, было довольно необычным шагом и приятным сюрпризом для Фоули, который с тех пор заявил, что был восхищен уважением, проявленным его бывшим работодателем. 10 ноября 2010 года Фоули появился на The Daily Show, чтобы обсудить книгу и свою благотворительную деятельность. «Обратный отсчет до карантина»стал первыми мемуарами Фоули, которые не попали в список бестселлеров New York Times.
Его пятая автобиография «Святой Мик» была выпущена 17 октября 2017 года.

## Личная жизнь

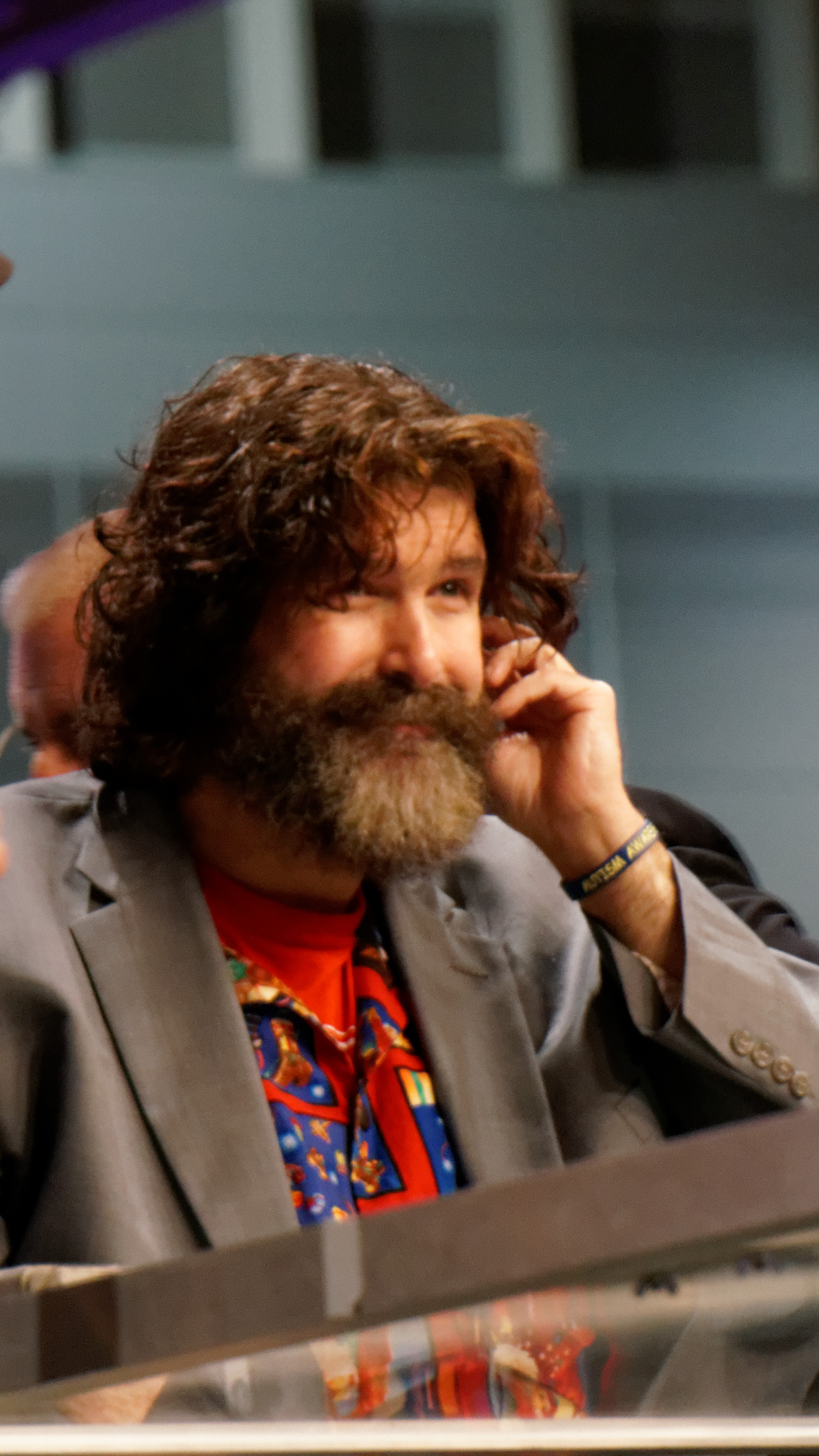
В 2014 году

У Мика и его жены Колетт трое сыновей и дочь: Дьюи Фрэнсис (род. 20 февраля 1992), Ноэль Маргарет (род. 15 декабря 1993), Майкл Фрэнсис-младший «Микки» (род. 2001) и Хьюи Фрэнсис (род. 2003). Дочь Фоли — Ноэль — тренировалась, чтобы стать рестлером. В настоящее время Дьюи работает креативным ассистентом в WWE. Его сын Микки имеет расстройство аутистического спектра.
Фоули является большим фанатом женского рестлинга и выступает за равные возможности для женщин и мужчин в рестлинге.
Отец Фоли, Джек Фоли, бывший спортивный директор школы Ward Melville High School, умер 13 сентября 2009 года.

## Титулы и достижения
- Cauliflower Alley Club
  - Награда за жизненные достижения Арта Абрамса (2011)[41]
- Continental Wrestling Association
  - Команный чемпион CWA (1 раз) — с Гэри Янгом
- Extreme Championship Wrestling
  - Командный чемпион мира ECW (2 раза) — с Майки Уипвреком[27]
- Extreme Mid-South Wrestling
  - Чемпион Северной Америки (3 раза)[42]
- Freelance Shows
  - Командный чемпион трёх городов (1 раз) — с Шейном Дугласом
- Зал славы рестлинга Джорджа Трагоса/Лу Тезса
  - Премия имени Фрэнка Готча (2010)[43]
- International Wrestling Association of Japan
  - Командный чемпион мира IWA (1 раз) — с Трейси Смотерс[44]
  - Король матчей смерти (1995)
- Memphis Wrestling Hall of Fame
  - С 2018 года[45]
- North American Wrestling
  - Чемпион NAW в тяжёлом весе (1 раз)[46]
- National Wrestling League
  - Чемпион NWL в тяжёлом весе (1 раз)[47]
- Ozark Mountain Wrestling
  - Чемпион Северной Америки OMW в тяжелом весе (1 раз)[48]
- Pro Wrestling Illustrated
  - Вдохновляющий рестлер года (1993)[49]
  - Матч года (1998) против Гробовщика в матче «Ад в клетке» на King of the Ring[49]
  - Матч года (1999) против Скалы в матче «I Quit» на Royal Rumble[49]
  - № 19 в топ 500 рестлеров в рейтинге PWI 500 в 1999[50]
- Зал славы и музей рестлинга
  - С 2017 года
- SETUP Thailand Pro Wrestling
  - Чемпион 24/7 SETUP 24/7 (1 раз)[51]
- Steel City Wrestling
  - Чемпион SCW в тяжёлом весе (1 раз)
  - Командный чемпион SCW (1 раз) — с Блю Мини[52]
- Suffolk Sports Hall of Fame
  - С 1999 года
- Total Nonstop Action Wrestling
  - Чемпион легенд TNA (1 раз)[53]
  - Чемпион мира TNA в тяжёлом весе (1 раз)[54]
- World Championship Wrestling
  - Командный чемпион мира WCW (1 раз) — с Кевином Салливаном[55]
- World Class Championship Wrestling
  - Командный чемпион мира USWA (1 раз) — со Скоттом Брэддоком[56]
  - Чемпион мира WCWA в полутяжёлом весе (1 раз)[57][58]
  - Командный чемпион мира WCWA (2 раза) — с Супер Зодиаком II (1) и Скоттом Брэддоком (1)[59][60]
- World Wrestling Federation/WWE
  - Чемпион WWF (3 раза)[61][62][63]
  - Хардкорный чемпион WWF (1 раз)[64]
  - Командный чемпион WWF (8 раз) — с Стивом Остином (1), Бензопилой Чарли (1), Кейном (2), Скалой (3) и Элом Сноу (1)[65][66][67][68][69][70][71][72]
  - Командный Royal Rumble (1998) — с Кейном[73]
  - Зал славы WWE (2013)[74]
  - Slammy Award (1 раз)
    - Ослабленный винт (1997) как Мэнкайнд
- Wrestling Observer Newsletter
  - Лучший броулер (1991—2000)
  - Лучший на интервью (1995, 2004, 2006)
  - Лучшая книга о рестлинге (2010) Countdown to Lockdown
  - Вражда года (2000) пр. Трипл Эйча
  - Самая отвратительная рекламная тактика (1993) — амнезия Кактуса Джека
  - Любимый рестлер читателей (1998)[75]
  - Зал славы Wrestling Observer Newsletter (2000)